# 克盧博欽
50°56′42″N 25°45′13″E / 50.94500°N 25.75361°E
克盧博欽（烏克蘭語：Клубочин），是烏克蘭的村落，位於該國西部沃倫州，由盧茨克區負責管轄，始建於1583年，面積0.75平方公里，海拔高度199米，2023年人口95，人口密度每平方公里207.77人。